# Deschampsia pusilla
Deschampsia pusilla är en gräsart som beskrevs av Donald Petrie. Deschampsia pusilla ingår i släktet tåtlar, och familjen gräs. Inga underarter finns listade i Catalogue of Life.